# Nazionale maschile di pallacanestro di Saint Vincent e Grenadine
La nazionale di pallacanestro di Saint Vincent e Grenadine è la rappresentativa cestistica di Saint Vincent e Grenadine ed è posta sotto l'egida della Federazione cestistica di Saint Vincent e Grenadine.

## Piazzamenti

### Campionati caraibici
- 2006 - 7°
- 2011 - 8°
- 2014 - 8°
- 2015 - 6°

## Formazioni

### Campionati caraibici
Campionato caraibico maschile di pallacanestro 2002Browne, Roberts, All. -
Campionato caraibico maschile di pallacanestro 20064 Burke, 5 McCree, 7 Browne, 9 McKenzie, 10 Roome, 11 Roberts, 12 Foyle, 13 Pinder, 14 Gardiner, 15 Williams,        All. -
Campionato caraibico maschile di pallacanestro 20114 Stewart, 5 McCree, 8 Baptiste, 9 McKenzie, 10 Fergusson, 11 Roberts, 12 Friday, 13 Smith, 14 R. Williams, 15 Ottley,        All. Junior Sutton
Campionato caraibico maschile di pallacanestro 20144 N. Williams, 5 Taylor, 6 Penniston, 7 Edwards, 8 Baptiste, 9 McKenzie, 10 Fergusson, 11 Gardiner, 12 Bramble, 13 Bishop, 14 R. Williams, 15 Ottley,        All. Junior Sutton
Campionato caraibico maschile di pallacanestro 20154 N. Williams, 5 Taylor, 6 Ofori, 7 Jackson, 8 Baptiste, 9 McKenzie, 10 King, 11 Smart, 12 Foyle, 13 B. Williams, 14 Friday, 15 Ottley,        All. Justin Scott